# Populacija (biologija)
Populacija u biologiji je grupa jedinki iste vrste koja nastanjuje određeni prostor i može se međusobno razmnožavati i imati podmladak. 
U prirodnim se uvjetima rijetko mogu naći jedinke koje cijeli život provode izolirano. Jedinke koje žive na istom području uspostavljaju određene međuodnose kao i odnose s okolinom. Tako čine biološki sustav koji se naziva populacija. Sve biološke vrste u prirodi postoje u obliku populacija, pri čemu je svaka vrsta predstavljena određenim brojem populacija. Tako, primjerice, jednu populaciju čine svi maslačci na jednoj livadi, divlje svinje u jednoj šumi kao i šišmiši u jednoj spilji.

## Svojstva populacije
Svaka je populacija živ, dinamičan sustav pod utjecajem vanjskih i unutarnjih čimbenika.
Među bitna svojstva populacije spadaju:
- gustoća (veličina)
- prostorni raspored
- natalitet
- mortalitet
- dobna struktura i
- porast ili smanjenje

### Gustoća populacije
Gustoća populacije izražava se brojem jedinki (ili njihovom biomasom) na jedinicu površine ili volumena koji naseljavaju. Tijekom vremena, brojnost populacije se mijenja, ovisno o uvjetima u okolišu. Kad se slože određeni uvjeti, broj jedinki može narasti do ogromnih razmjera i gustoća postane populaciji nepodnošljiva, što dovodi do najezda, recimo skakavaca, gubara ili nekih drugih vrsta leptira.

### Prostorni raspored
Raspored jedinki neke populacije ovisi o uvjetima u staništu može biti: neravnomjeran (slučajan), ravnomjeran i grupni.
Slučajni raspored postoji kada su uvjeti u staništu ujednačeno povoljni. Ravnomjerni raspored se rijetko sreće i javlja se samo ako su uvjeti u staništu ujednačeno oskudni. Kako su uvjeti u staništu rijetko ujednačeni, jedinke se u najvećem broju okupljaju na mjestima gdje su uvjeti povoljniji. Rezultat je grupni raspored koji je u prirodi najčešći.

### Natalitet i mortalitet
Natalitet je povećanje broja jedinki okotom, valjenjem (ptice), klijanjem, dijeljenjem (neke vrste biljki), ili na drugi način. To je pozitivni čimbenik rasta populacije. Mogućnost stvaranja novih jedinki specifičan je za pojedinu vrstu, a ovisi i o uvjetima u okolišu. Neke vrste imaju podmladak jednom godišnje, druge više puta, a neke se razmnožavaju u povoljnim uvjetima neprekidno (bakterije).

### Dobna struktura i brojnost populacije
Dobna struktura izražava brojnost jedinki u određenom stadiju razvoja. Kada je populacija mlađa, što znači da je veći broj jedinki u mlađoj dobi, populacija raste, brojčano se povećava. Ako je omjer obrnut, veći broj jedinki je u starijoj dobi, populacija ili stagnira ili opada (negativan rast).